# توني جيمس
توني جيمس (بالإنجليزية: Tony James)‏ (16 سبتمبر 1919 في المملكة المتحدة - 1 يناير 1981) هو مدرب كرة قدم ولاعب كرة قدم بريطاني (وحمل سابقاً جنسية المملكة المتحدة لبريطانيا العظمى وأيرلندا) في مركز الهجوم. لعب مع برايتون أند هوف ألبيون ونادي بريستول روفيرز ونادي باث سيتي ونادي فوكستون.